# Андон Станев
Андон Стефанов Станев е български индустриалец и дарител.

## Биорафия
Андон Станев е роден в гр. Клисура през 1860 г. Родителите му Станю Попов и Ана Попова са убити по време на Априлското въстание (1876). Андон Станев напуска родната Клисура и избягва в Анадола.
След Освобождението на България се установява в Пловдив. Започва работа в кантората на заможната пловдивска фамилия Ракаджи.
През 1891 г. създава винарска изба „Извор“ в Пловдив. Основател на дружество „Оцетна индустрия“ и пловдивската лозарска кооперация „Гранит“. Крупен производител на вина, награден с 6 почетни дипломи и 14 медала от международни изложби. През 1897 г. е член на журито на Международната винарска изложба в Ница, Франция.
Съосновател и дългогогодишен действителен член на управителния съвет на Пловдивската търговско-индустриална камара от основаването ѝ през 1895 г. до 1919 г. Съосновател и първи председател на управителния съвет на Пловдивската популярна банка (дн. Банка ДСК) в периода 1913 – 1920 г. Съосновател на електрическа компания „Въча“" (Кричим). Съосновател съвместно с Георги Говедаров на пловдивския вестник „Юг“ (1918 – 1944). Съосновател на Пловдивската тютюнева банка през 1917 г. (по-късно преобразувана в Тютюнева фабрика „Левски“, 1917 – 1948). Тютюнева банка има за цел да подкрепи с нисколихвени кредити българските тютюневи индустриалци.
Със съпругата си Елена Ракаджи основава фондация „Елена и Андон Станеви“. Фондацията построява в гр. Клисура трапезария за безплатно хранене на ученици. В дарената от него сграда се помещава кметството на гр. Клисура. Предоставя на Търговската гимназия в Пловдив за безвъзмездно ползване собствена сграда на ул. „Лейди Странгфорд“ за периода 1925 – 1927 година. Подпомага фонда за построяване собствена сграда на гимназията. В резултат Търговската гимназия е построена през 1927 година със средства на фонда и безлихвен кредит от Популярна банка, на която Андон Станев освен съосновател е и мажоритарен акционер. Дарител на Пловдивското окръжно сиропиталище за войнишки сираци.
Умира през 1936 г. в гр. Пловдив.